# Pacto de silencio
Pacto de silencio ou Pacte du silence au Québec est une série télévisée dramatique mexicaine en 18 épisodes d'environ 40 minutes créée par José Vicente Spataro et diffusée à l'international le 11 octobre 2023 sur Netflix.

## Synopsis
Une célèbre influenceuse animée par un violent désir de vengeance plonge tête baissée dans la vie de quatre femmes afin de découvrir laquelle d'entre elles est la mère qui l'a abandonnée à la naissance.

## Distribution

### Acteurs principaux
- Camila Valero (VF : Sara Chambin) : Brenda Rey
  - Tania Nicole (VF : Alix Nasse) : Brenda Rey (jeune)
- Adriana Louvier (VF : Nayéli Forest) : Fernanda Alarcón
  - Michelle Olvera (VF : Yaëlle Labartino) : Fernanda Alarcón (jeune)
- Marimar Vega (VF : Laëtitia Godès) : Martina Robles
  - Valentina Dreser (VF : Alix Nasse) : Martina Robles (jeune)
- Litzy (VF : Barbara Delsol) : Sofía Estrada
  - Isabella Sierra (VF : Valérie Bachère) : Sofía Estrada (jeune)
- Kika Edgar (VF : Marie-Laure Dougnac) : Irene Bustamante
  - Natalia Coronado (VF : Clara Quilichini) : Irene Bustamante (jeune)

### Acteurs récurrents et invités
- Martín Barba (VF : Rémi Gutton) : Alex Peralta
- Rodolfo Salas (VF : Mario Bastelica) : Omar Santana
- José Manuel Rincón (VF : Gauthier Battoue) : Adriano Carbajal
- Antonio de la Vega (VF : Stéphane Bazin) : Ricardo Carbajal
- Erick Chapa (VF : Bruno Méyère) : Rodrigo Durán
  - Jaime Maqueo (VF : Antoine Escallon) : Rodrigo Durán (jeune)
- Juan Pablo Fuentes (VF : Baptiste Mège) : Tomás Durán
- Farah Justiniani (VF : Clara Soares) : Samantha Durán
- Rubén Zamora (VF : Julien Kramer) : Enrique Hernández
- Jorge Luis Moreno (VF : Stanislas Forlani) : Manuel Torres
- Christian de la Campa : Ruben
  - Emilio Caballero (VF : Arthur Pestel) : Ruben (jeune)
- Ricardo Abarca (VF : Gwendal Anglade) : César Herrera
- Alejandra Zaid (VF : Marion Gress) : Itzel Chaparro
- Maru Bravo (VF : Céline Rimbaut) : Carmen
- Gabriel Angulo (VF : Glen Hervé) : Julián
- Mailen Aboitiz (VF : Ophélie Bernard) : Camila
- Chantal Andere (VF : Anne Mathot) : Ramona Castro
- Marco Tostado (VF : Julien Mior) : Jorge
- Sophie Gaelle (VF : Brigitte Berges) : Gloria
- Daniel Medina (VF : Franck Monsigny) : Gustavo
- Ernesto Álvarez (VF : Igor Chometowski) : Félix Ramirez
- Christian Ramos (VF : Laurent Blanpain) : Antonio
- Ana Abarca (VF : Marion Dumas) : Gustavo La Chale
- Alberto Lomnitz : Javier
- Francisco Peralta : Jacinto
- Sonia Couoh : Rafaela
- Angélica Rogel : Lourdes

## Production

### Tournage
L'enregistrement de la série a commencé en décembre 2022, avec des lieux dans la ville d' Orizaba.

### Fiche technique
Sauf indication contraire, les informations mentionnées dans cette section peuvent être confirmées par la base de données cinématographiques IMDb,  présente dans la section « Liens externes ».
- Titre original : Pacto de silencio

- Titre français : Pacte du silence
- Création : José Vicente Spataro
- Réalisation : José Vicente Spataro, Carlos Villegas Rosales etMauricio Corredor
- Scénario :José Vicente Spataro, Gennys Pérez, Miguel Ferrari et Yutzil Martínez
- Casting : Jessica Caldrello
- Costumes : Abril Alamo
- Son : Sandra Ojeda, Hugo Sánchez, Jesus Arteaga, Samuel Mendozan, Luis Omar Parra et Arie Orihuela
- Montage : Sergio H. Martín, Jonathan Pellicer et Joselito Martínez
- Production : Mariana Iskandarani
  - Production déléguée : Hector Sotelo Blancas
- Sociétés de production : Netflix
- Sociétés de distribution (télévision) : Netflix
- Pays d'origine :  Mexique
- Langue originale : espagnol
- Format : couleur
- Genre : thriller, drame, suspense
- Durée : 36 – 43 minutes
- Date de première diffusion :
  - Monde: 11 octobre 2023 sur Netflix
- Classification : déconseillé aux moins de 16 ans

Adaptation
Version française
- Société de doublage : Dubbing Brothers
- Direction artistique : Charlotte Correa et Jonathan Dos Santos
- Adaptation des dialogues :  Barbara Liétaer, Clémence Lecornué, Nina Nevers, Vanessa Jane D et Frédéric Roques
- Ingé-son : Pascal Edgard et Guich Edgard
- Gestion de projet : Hugo Fabrici

 Source et légende : version française (VF) sur RS Doublage,

## Épisodes
| Saisons | Saisons | Épisodes | Diffusion originale |
| ------- | ------- | -------- | ------------------- |
|         | 1       | 18       | 11 octobre 2023     |

1. Nous quatre ou personne (Todas o ninguna)
2. La fête foraine (La feria)
3. Le hater (El hater)
4. Trahisons (Traiciones)
5. Harcelée (Acosada)
6. Première dame (Primera Dama)
7. Haine mortelle (Odio mortal)
8. Le frère (El hermano)
9. Coup bas (Golpe bajo)
10. La vérité (Verdades)
11. Le cerveau (La mente maestra)
12. Estocades (Estocadas)
13. Aveux (Confesión)
14. De l'amour à la haine (Del amor al odio)
15. Lucía est en vie (Lucía vive)
16. Un nouvel amour (Un nuevo amor)
17. Une victoire douce-amère (Dolorosa victoria)
18. Je suis ta mère (Yo soy tu madre)